# باول فرانكلين (كاتب)
باول فرانكلين (بالإنجليزية: Paul Franklin)‏ هو كاتب سيناريو بريطاني، ولد في 1966 في تشيشير في المملكة المتحدة.

## وصلات خارجية
- باول فرانكلين على موقع IMDb (الإنجليزية)
- باول فرانكلين على موقع قاعدة بيانات الفيلم (الإنجليزية)